# Brunneomurispora
Brunneomurispora is een monotypisch geslacht van schimmels behorend tot de familie Phaeosphaeriaceae. Het bevat alleen Brunneomurispora lonicerae.